# Fiona Graham
Fiona Caroline Graham (Melbourne, 16 settembre 1961 – 26 gennaio 2023) è stata un'antropologa australiana con cittadinanza giapponese che ha lavorato come geisha in Giappone.
Ha fatto il suo debutto come geisha nel 2007 nel quartiere Asakusa di Tokyo sotto il nome di Sayuki (紗幸), e dal 2021 ha lavorato nel quartiere Fukagawa di Tokyo.
Ha debuttato come geisha nel 2007, nel quartiere di Asakusa, a Tokyo. Dal 2008 ha tenuto seminari intitolati La cultura della geisha e La società giapponese e gli anime, prima nella School of International Liberal Studies presso l'Università di Keio e poi presso l'Università di Waseda.

## Studi
Dopo essere andata per la prima volta in Giappone, all'età di 15 anni, con un programma scolastico di scambio culturale, Fiona Graham ha deciso di completare gli studi in questa nazione, crescendo in una famiglia nipponica. Ha quindi conseguito la laurea in psicologia e per l'insegnamento all'Università di Keio e un master in Gestione d'Impresa presso l'Università di Oxford, prima di ottenere un Dottorato di ricerca in antropologia culturale. Fiona Graham è stata la prima donna caucasica a essersi laureata presso l'Università di Keio. Nel 2001, prima di conseguire il Dottorato di ricerca in Antropologia Sociale all'Università di Oxford, ha dedicato molti anni alla ricerca sul campo e al lavoro mediatico. Ha lavorato per la migliore agenzia di stampa di Tokyo, Kyodo News, è stata giornalista per Reuters e lavorato come produttrice freelance presso l'emittente radiofonico nazionale NHK.

## Vita e carriera lavorativa
Il 19 dicembre 2007, dopo la tradizionale formazione di un anno, Fiona Graham ha debuttato come geisha con il nome di Sayuki, il cui significato è “felicità trasparente”, nel distretto di Asakusa, a Tokyo. È stata la prima donna caucasica a fare ciò. Il suo debutto ufficiale e l'appartenenza a una casa di geisha la distingue da Liza Dalby, la studentessa americana che si interessò al mondo delle geisha e partecipò a banchetti nel distretto di Pontochō (先斗町), come una geisha, ma non debuttò ufficialmente. Sebbene durante il suo biennio di ricerca (1975-76) la Dalby vivesse immersa nel mondo delle geisha, e talvolta le accompagnasse nei loro impegni serali, tuttavia ella non seguì mai alcun vero tirocinio per diventare geisha, né era associata ad alcuna okiya o ochaya (casa da tè) di Kyōto. La sua presenza a incontri serali avveniva solo su invito degli amici e ai clienti non veniva chiesto di pagare le sue prestazioni. Tuttavia furono gli stessi media giapponesi a soprannominarla aoi-me no geisha, ovvero "la geisha dagli occhi blu". 
Dal 2011 Sayuki ha gestito una sua casa di geisha, una propria okiya (置屋), e si è dedicata attivamente alla formazione di nuove giovani apprendiste chiamate hangyoku (半玉). Il termine significa letteralmente "metà gioiello" poiché sono a metà strada nel percorso per diventare una geisha.
La sua ricerca accademica è stata di grande rilievo in Giappone e nel resto del mondo e lei ha lavorato e scritto per molti canali mediatici internazionali; inoltre è stata invitata spesso come conduttrice o commentatrice televisiva in programmi culturali in Giappone. Ha pubblicato colonne in giapponese nei quotidiani Mainichi e Asahi. 
Ha insegnato "La cultura della geisha" e degli anime presso l'Università di Keio e ha tenuto conferenze presso l'Università di Waseda.

## Premi, finanziamenti e borse di studio
- 2014 Invitata dal governo giapponese a parlare ed esibirsi in occasione del 150º anniversario delle relazioni tra Svizzera e Giappone.
- 2013 Invitata al Hyper Japan, fondato dal governo giapponese e British Air.
- 2010 Nominata per il finanziamento del governo giapponese (JSPS) dall'Istituto di ricerca semi-governativo Nichibunken.
- 2010 Premiata con l'Endavour Research Funding dal governo australiano ($20,000 o fondi per vivere e fare ricerca, per un periodo di 6 mesi da luglio 2010.[5]
- 2007 Vincitrice di una borsa di studio di 5000 sterline finanziata dalla UK Society of Authors e selezionata da 5 autori inglesi di spicco che si sono basati sul primo capitolo del suo nuovo libro.
- 2006 Premiata con 20000 dollari di anticipo per il suo nuovo libro da Macmillan.
- 2005 Vincitrice, Asia Television Forum Superpitch, colosso televisivo dell'Asia: vincitrice del premio per la migliore idea per il documentario e giudicata da una giuria di presentatori internazionali e dalle autorità di Singapore che si occupano di mass media.
- 2005 NUS, finanziamento per la ricerca, Facoltà di Arte e Scienze Sociali ($5,000).
- 2005 NUS finanziamento per la ricerca accademica ($5,000).
- 2000 Premiata dai giornalisti stranieri del club giornalistico giapponese ($5,000).
- 1999 Beneficiaria del programma di supporto della fondazione cinematografica giapponese($35,000).
- 1995-6 Beneficiaria di una borsa di studio all'Università di Waseda (2 anni).
- Altri finanziamenti: Borsa di studio Blackwell, Università di Oxford.
- Finanziamenti da parte del governo australiano e cinese per studiare all'Università di Pechino (2 anni).

## Progetti artistici e culturali
Fiona Graham ha fondato una biblioteca dedicata agli anime e un Anime Kissa (un bar dedicato all'animazione giapponese) presso la National University di Singapore, per gli studenti che seguono il suo corso e per tutti i partecipanti del club. Il kissa è stato frequentato da molti studenti e la collezione ha raggiunto i 500 pezzi. Ha creato inoltre un sito completo basato su ricerche accademiche dedicate agli anime, comprendenti riferimenti ad articoli accademici e recensioni sugli anime, assieme ad alcune informazioni circa la società giapponese in relazione agli anime. Si possono trovare riferimenti di più di un centinaio di club universitari dedicati agli anime in tutto il mondo. Fiona Graham ha svolto il ruolo di giornalista presso Reuters e pubblica ancora numerosi articoli, per riviste e giornali, solitamente relativi alla società giapponese o al suo attuale lavoro nel mondo delle geisha.

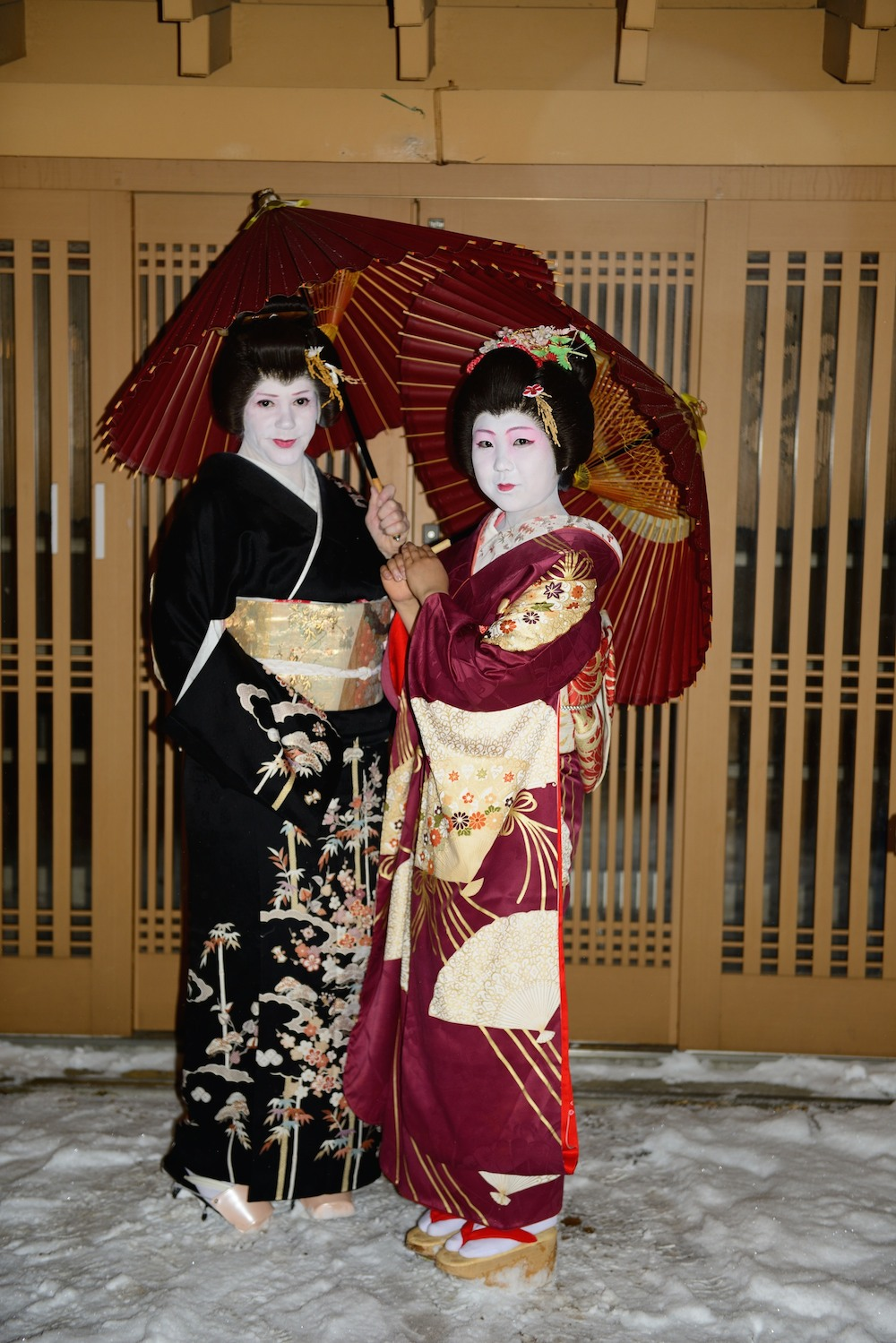
La geisha Sayuki con una delle sue apprendiste

Nel 2017, insieme alle geisha dell'antico distretto di Fukagawa, ha iniziato una campagna su Patreon per restituire al quartiere l'antico splendore.
Nel 2018, ha iniziato a tenere conferenze e seminari su "La cultura della geisha" anche in America, in Inghilterra e in Europa.
Nel 2018 e nel 2019, si è esibita in Italia, a Roma, insieme alle Geisha di Fukagawa, ricevendo i complimenti da parte dell'Ambasciata del Giappone in Italia (a Roma) e del Consolato Generale del Giappone (a Milano).